# Alan Barillaro
Nicolas Alan Barillaro (...) è un regista, animatore e sceneggiatore canadese, di origine italiana, vincitore del premio Oscar 2017 per il miglior cortometraggio d'animazione al film Piper.

## Biografia
Barillaro è il figlio di una madre abruzzese e di un padre calabrese, originario di Mammola. Dal 1997 è supervisore alle animazioni alla Pixar. Ha lavorato nei film Gli Incredibili, Alla ricerca di Nemo e Monsters & Co..